# Blomvivlar
Blomvivlar (Anthonomus) är ett släkte av skalbaggar som beskrevs av Ernst Friedrich Germar 1817. Anthonomus ingår i familjen vivlar.
Blomvivlarna har lång, smal cylindrisk snabel med liten böjning och utstående ögon. Deras vinkelböjda antenner är fästa ungefär vid snabelns mitt. Frambenen är tämligen långa med tandade lår.

## Dottertaxa tillAnthonomus, i alfabetisk ordning[2][3]
- Anthonomus abdominalis
- Anthonomus aeneolus
- Anthonomus aeneotinctus
- Anthonomus aereus
- Anthonomus aestuans
- Anthonomus affinis
- Anthonomus aguilari
- Anthonomus alboannulatus
- Anthonomus albolineatus
- Anthonomus albopictus
- Anthonomus albopilosus
- Anthonomus alboscutellatus
- Anthonomus alternans
- Anthonomus amaguensis
- Anthonomus amygdali
- Anthonomus annulipes
- Anthonomus anthracinus
- Anthonomus antirrhini
- Anthonomus apertus
- Anthonomus aphanostephi
- Anthonomus appositus
- Anthonomus argentatus
- Anthonomus argentinensis
- Anthonomus aristus
- Anthonomus armicrus
- Anthonomus ater
- Anthonomus aterrimus
- Anthonomus atomarius
- Anthonomus australis
- Anthonomus avarus
- Anthonomus avidus
- Anthonomus baccharidis
- Anthonomus baridioides
- Anthonomus basalis
- Anthonomus basidens
- Anthonomus baudueri
- Anthonomus bavarus
- Anthonomus bicorostris
- Anthonomus bidentatus
- Anthonomus bifasciatus
- Anthonomus bifidus
- Anthonomus bimaculatus
- Anthonomus biplagiatus
- Anthonomus bisignatus
- Anthonomus bisignifer
- Anthonomus bituberculatus
- Anthonomus blatchleyi
- Anthonomus bolteri
- Anthonomus bonvouloiri
- Anthonomus brevirostris
- Anthonomus brevispinus
- Anthonomus britannus
- Anthonomus bruchi
- Anthonomus brunneipennis
- Anthonomus brunnipennis
- Anthonomus caeruleus
- Anthonomus caerulisquamis
- Anthonomus calceatus
- Anthonomus callirrhoe
- Anthonomus callosus
- Anthonomus calvescens
- Anthonomus camerunensis
- Anthonomus canaliculatus
- Anthonomus canescens
- Anthonomus canus
- Anthonomus capensis
- Anthonomus caracasius
- Anthonomus carbonarius
- Anthonomus chevrolati
- Anthonomus chilensis
- Anthonomus ciliaticollis
- Anthonomus cinctus
- Anthonomus cinereus
- Anthonomus clavatus
- Anthonomus cognatus
- Anthonomus collinus
- Anthonomus comari
- Anthonomus concinnus
- Anthonomus confusus
- Anthonomus consimilis
- Anthonomus conspersus
- Anthonomus constrictus
- Anthonomus contaminatus
- Anthonomus convexicollis
- Anthonomus convexifrons
- Anthonomus corvulus
- Anthonomus cossonoides
- Anthonomus costipennis
- Anthonomus costulatus
- Anthonomus crataegi
- Anthonomus crenatus
- Anthonomus cribratellus
- Anthonomus cristatus
- Anthonomus curtulus
- Anthonomus curtus
- Anthonomus curvirostris
- Anthonomus cyaneus
- Anthonomus cyanicolor
- Anthonomus cyanipennis
- Anthonomus cycliferus
- Anthonomus cylindricollis
- Anthonomus cyprius
- Anthonomus dealbatus
- Anthonomus debilis
- Anthonomus decipiens
- Anthonomus dentatus
- Anthonomus dentipennis
- Anthonomus dentipes
- Anthonomus dentoni
- Anthonomus desbrochersi
- Anthonomus differens
- Anthonomus dilutus
- Anthonomus discoidalis
- Anthonomus disjunctus
- Anthonomus dissimilis
- Anthonomus distigma
- Anthonomus distinguendus
- Anthonomus divisus
- Anthonomus dorsalis
- Anthonomus druparum
- Anthonomus dufaui
- Anthonomus duprezi
- Anthonomus ebenicus
- Anthonomus effetus
- Anthonomus elegans
- Anthonomus elongatulus
- Anthonomus elongatus
- Anthonomus erythropterus
- Anthonomus eugenii
- Anthonomus faber
- Anthonomus faillae
- Anthonomus fasciatus
- Anthonomus femoratus
- Anthonomus ferrugineus
- Anthonomus figuratus
- Anthonomus filicornis
- Anthonomus filirostris
- Anthonomus fischeri
- Anthonomus flavescens
- Anthonomus flavicornis
- Anthonomus flavus
- Anthonomus flexuosus
- Anthonomus floralis
- Anthonomus formosus
- Anthonomus fragariae
- Anthonomus fulvipes
- Anthonomus fulvus
- Anthonomus funereus
- Anthonomus furcatus
- Anthonomus fuscomaculatus
- Anthonomus gentilis
- Anthonomus gibbipennis
- Anthonomus gigas
- Anthonomus gracilicornis
- Anthonomus gracilipes
- Anthonomus gracilis
- Anthonomus grandis (bomullsvivel)
- Anthonomus grilati
- Anthonomus griseisquamis
- Anthonomus grouvellei
- Anthonomus guadelupennis
- Anthonomus gularis
- Anthonomus haematopus
- Anthonomus haemorrhoidalis
- Anthonomus hamiltoni
- Anthonomus helianthi
- Anthonomus helopioides
- Anthonomus helvolus
- Anthonomus heterogenus
- Anthonomus heterothecae
- Anthonomus hicoriae
- Anthonomus hirsutus
- Anthonomus hirtus
- Anthonomus homunculus
- Anthonomus humeralis
- Anthonomus humerosus
- Anthonomus inaequalis
- Anthonomus incanus
- Anthonomus incurvus
- Anthonomus inermis
- Anthonomus infirmus
- Anthonomus inornatus
- Anthonomus instabilis
- Anthonomus interstitialis
- Anthonomus inversus
- Anthonomus irroratus
- Anthonomus isthmicus
- Anthonomus jacobinus
- Anthonomus javeti
- Anthonomus julichi
- Anthonomus juncturus
- Anthonomus juniperi
- Anthonomus juniperinus
- Anthonomus kirschi
- Anthonomus koenigi
- Anthonomus krugi
- Anthonomus languidus
- Anthonomus latior
- Anthonomus latiusculus
- Anthonomus leptopus
- Anthonomus lethierryi
- Anthonomus leucostictus
- Anthonomus libertinus
- Anthonomus ligatus
- Anthonomus likensis
- Anthonomus lineatulus
- Anthonomus longulus
- Anthonomus luteus
- Anthonomus macromalus
- Anthonomus malvae
- Anthonomus managuensis
- Anthonomus marmoratus
- Anthonomus melanocephalus
- Anthonomus melanocholicus
- Anthonomus melanopterus
- Anthonomus melanostictus
- Anthonomus messanensis
- Anthonomus mexicanus
- Anthonomus miaephonus
- Anthonomus mimicanus
- Anthonomus mirus
- Anthonomus mixtus
- Anthonomus modicellus
- Anthonomus moleculus
- Anthonomus molochinus
- Anthonomus monostigma
- Anthonomus morbillosus
- Anthonomus morosus
- Anthonomus morulus
- Anthonomus multifasciatus
- Anthonomus murinus
- Anthonomus musculus
- Anthonomus nanus
- Anthonomus nebulosus
- Anthonomus nigrinus
- Anthonomus nigrocapitatus
- Anthonomus nigromaculatus
- Anthonomus nigropictus
- Anthonomus nigrovariegatus
- Anthonomus nitidirostris
- Anthonomus nodifer
- Anthonomus nubiloides
- Anthonomus nubilus
- Anthonomus obesior
- Anthonomus obesulus
- Anthonomus obliquatus
- Anthonomus obscurella
- Anthonomus obscurus
- Anthonomus obsoletus
- Anthonomus obtrusus
- Anthonomus ochreopilosus
- Anthonomus ocularis
- Anthonomus opacirostris
- Anthonomus orchestoides
- Anthonomus orichalceus
- Anthonomus ornatulus
- Anthonomus ornatus
- Anthonomus otidocephaloides
- Anthonomus oxyacanthae
- Anthonomus oxycanthae
- Anthonomus padi
- Anthonomus paleatus
- Anthonomus pallidulus
- Anthonomus pallidus
- Anthonomus paraguayanus
- Anthonomus partiarius
- Anthonomus parvidens
- Anthonomus parvulus
- Anthonomus pauperculus
- Anthonomus pauxillus
- Anthonomus pedicularius
- Anthonomus peninsularis
- Anthonomus perforator
- Anthonomus pervilis
- Anthonomus philocola
- Anthonomus phyllocola
- Anthonomus picipes
- Anthonomus pictus
- Anthonomus pinivorax
- Anthonomus piri
- Anthonomus pitangae
- Anthonomus pomonae
- Anthonomus pomonum (Äppelblomvivel)
- Anthonomus pomorum
- Anthonomus posthumus
- Anthonomus postscutellatus
- Anthonomus profundus
- Anthonomus pruinosus
- Anthonomus pruni
- Anthonomus prunicida
- Anthonomus pruniphilus
- Anthonomus pubescens
- Anthonomus pulchellus
- Anthonomus pulicarius
- Anthonomus pumilus
- Anthonomus puncticeps
- Anthonomus punctipennis
- Anthonomus pusillus
- Anthonomus pusio
- Anthonomus pustulatus
- Anthonomus pyrenaeus
- Anthonomus pyri
- Anthonomus quadrigibbus
- Anthonomus rectirostris
- Anthonomus redtenbacheri
- Anthonomus rhamphoides
- Anthonomus roberti
- Anthonomus robinsoni
- Anthonomus robustulus
- Anthonomus rodriguezi
- Anthonomus rosarum
- Anthonomus rosinae
- Anthonomus rostrum
- Anthonomus rotundicollis
- Anthonomus rubellus
- Anthonomus rubens
- Anthonomus ruber
- Anthonomus rubi (Hallonvivel)
- Anthonomus rubidus
- Anthonomus rubiginosus
- Anthonomus rubricosus
- Anthonomus rubricus
- Anthonomus rubripes
- Anthonomus rubromaculatus
- Anthonomus ruficollis
- Anthonomus rufipennis
- Anthonomus rufipes
- Anthonomus rufirostris
- Anthonomus rufus
- Anthonomus santacruzi
- Anthonomus scabricollis
- Anthonomus schonherri
- Anthonomus scutellaris
- Anthonomus scutellatus
- Anthonomus sexguttatus
- Anthonomus sextuberculatus
- Anthonomus sibiricus
- Anthonomus signatipennis
- Anthonomus signatus
- Anthonomus simiolus
- Anthonomus singularis
- Anthonomus sisymbrii
- Anthonomus sobrinus
- Anthonomus solani
- Anthonomus solarii
- Anthonomus soleatus
- Anthonomus sorbi
- Anthonomus sparsus
- Anthonomus sphaeralciae
- Anthonomus spilotus
- Anthonomus spinolae
- Anthonomus squamans
- Anthonomus squamosus
- Anthonomus squamulatus
- Anthonomus squamulosus
- Anthonomus stierlini
- Anthonomus stolatus
- Anthonomus strandi
- Anthonomus strangulatus
- Anthonomus stupulosus
- Anthonomus subchalybaeus
- Anthonomus subfasciatus
- Anthonomus subguttatus
- Anthonomus subparallelus
- Anthonomus subvittatus
- Anthonomus sulcatus
- Anthonomus sulcicollis
- Anthonomus sulcifrons
- Anthonomus sulcipygus
- Anthonomus suturalis
- Anthonomus suturatus
- Anthonomus suturellus
- Anthonomus sycophanta
- Anthonomus tahoensis
- Anthonomus tantillus
- Anthonomus teapensis
- Anthonomus tectus
- Anthonomus tenebrosus
- Anthonomus tenuicornis
- Anthonomus tenuis
- Anthonomus terreus
- Anthonomus tessellatus
- Anthonomus testaceosquamosus
- Anthonomus testaceus
- Anthonomus texanus
- Anthonomus thurberiae
- Anthonomus thyasocnemoides
- Anthonomus tibialis
- Anthonomus tigrinus
- Anthonomus triangularis
- Anthonomus triangulifer
- Anthonomus tricolor
- Anthonomus tridens
- Anthonomus tuberculosus
- Anthonomus tuberosus
- Anthonomus ulmi
- Anthonomus undulatus
- Anthonomus ungularis
- Anthonomus unicolor
- Anthonomus unicus
- Anthonomus uniformis
- Anthonomus unipustulatus
- Anthonomus uniseriatus
- Anthonomus univestis
- Anthonomus variabilis
- Anthonomus varians (tallblomvivel)
- Anthonomus varicolor
- Anthonomus variegatus
- Anthonomus varipes
- Anthonomus varius
- Anthonomus venustus
- Anthonomus veraepacis
- Anthonomus verrucosus
- Anthonomus vespertinus
- Anthonomus vestitus
- Anthonomus virgo
- Anthonomus v-notatus
- Anthonomus vulpinus
- Anthonomus xanthocnemus
- Anthonomus xanthopus
- Anthonomus xanthoxyli
- Anthonomus xanthus
- Anthonomus xantus
- Anthonomus yucatanus
- Anthonomus zonarius
- Anthonomus zunilensis

## Bildgalleri

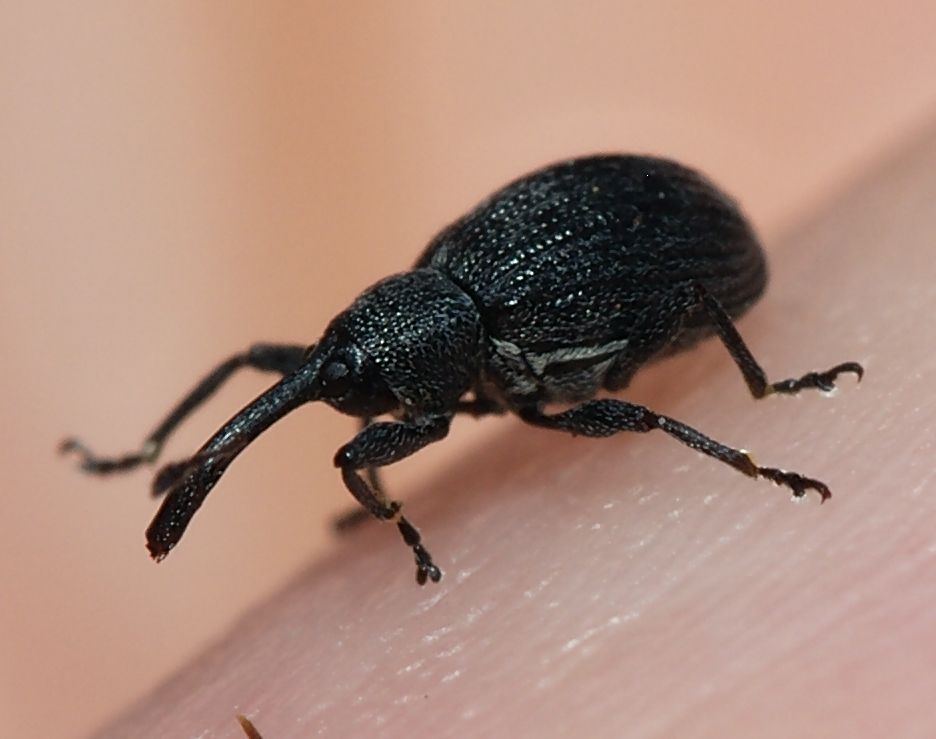